# Lower Slaughter
Lower Slaughter é uma paróquia e aldeia do distrito de Cotswold, no condado de Gloucestershire, na Inglaterra. De acordo com o Censo de 2011, tinha 223 habitantes. Tem uma área de 3,94 km².